# Последний тамплиер
«Последний тамплиер» (англ. The Last Templar) — четырёхчасовой канадский мини-сериал, основанный на романе The Last Templar 2005 года. Фильм вышел в эфир 25 и 26 января 2009 года.

## Сюжет
Во время открытия выставки сокровищ Ватикана в музее Метрополитен Нью-Йорка проносятся четыре всадника, одетые как рыцари XII века, и похищают секретное средневековое устройство. Археолог Тесс Чейкин (Мира Сорвино) и агент ФБР Шон Дэли (Скотт Фоули) пускаются на розыски по трём континентам в поисках противника и утерянного секрета рыцарей-тамплиеров.

## В ролях
- Мира Сорвино — Тесс Чейкин
- Скотт Фоли — агент Шон Дэли
- Виктор Гарбер — монсеньор де Анджелис
- Энтони Лемке — Клайв Эдмонтсон
- Кеннет Уэлш — Билл Ванс
- Омар Шариф — Константин

## Награды и номинации
- Фильм был награждён премией Эмми, присуждённой исполнительным продюсерам Роберту Хальми-старшему, Роберту Хальми-младшему и Майклу Прупасу.